# Бабиле, Жан
Жан Бабиле́ (фр. Jean Babilée, настоящее имя Жан Гутман; 2 февраля 1923 — 30 января 2014) — французский артист балета и хореограф. Считается одним из наиболее выдающихся танцовщиков Франции, также называется первым французским балетмейстером послевоенного времени, получившим подлинно международное признание.

## Биография
Родился в Париже в семье врача, в 1936—1940 годы учился в балетной школе Парижской оперы. Начав выступать, довольно быстро получил известность благодаря выносливости и своему высокому прыжку. После начала Второй мировой войны его карьера была прервана: отец Бабиле был евреем, поэтому он бежал из Парижа в 1940 году, когда немецкие войска уже приближались к городу, но всё-таки вернулся в начале 1942 года и танцевал в Парижской опере, едва избежав отправки в Освенцим во время массовых арестов в Париже 16 июля 1942 года. В начале 1943 года Бабиле вновь бежал из Парижа, чтобы избежать принудительной отправки на работы в Германию. Он присоединился к Движению сопротивления и до конца войны сражался в рядах маки.
После войны возобновил карьеру танцовщика; по ряду причин взял себе девичью фамилию матери. Наибольшего успеха добился, выступая у Ролана Пети в «Балете Елисейских полей», где был ведущим танцовщиком в 1945—1950 годах, и затем в «Балете Парижа». В 1946 Пети поставил для Бабиле и его жены Натали Флиппар один из лучших своих балетов «Юноша и смерть». В 1949 и 1953 годах Бабиле был приглашённым солистом Парижской оперы, в 1950-е годы он также танцевал в Американском театре балета (Нью-Йорк). Позднее он сформировал собственную труппу, Les Ballets Jean Babilée. В 1972—1973 годах был директором балетной труппы Рейнской оперы в Страсбурге. Выступал на сцене до 61 года. Играл в драматическом театре (у Питера Брука и др.), снимался в кино и на телевидении (в том числе, у Жоржа Франжю и Жака Риветта).